# 月野姫

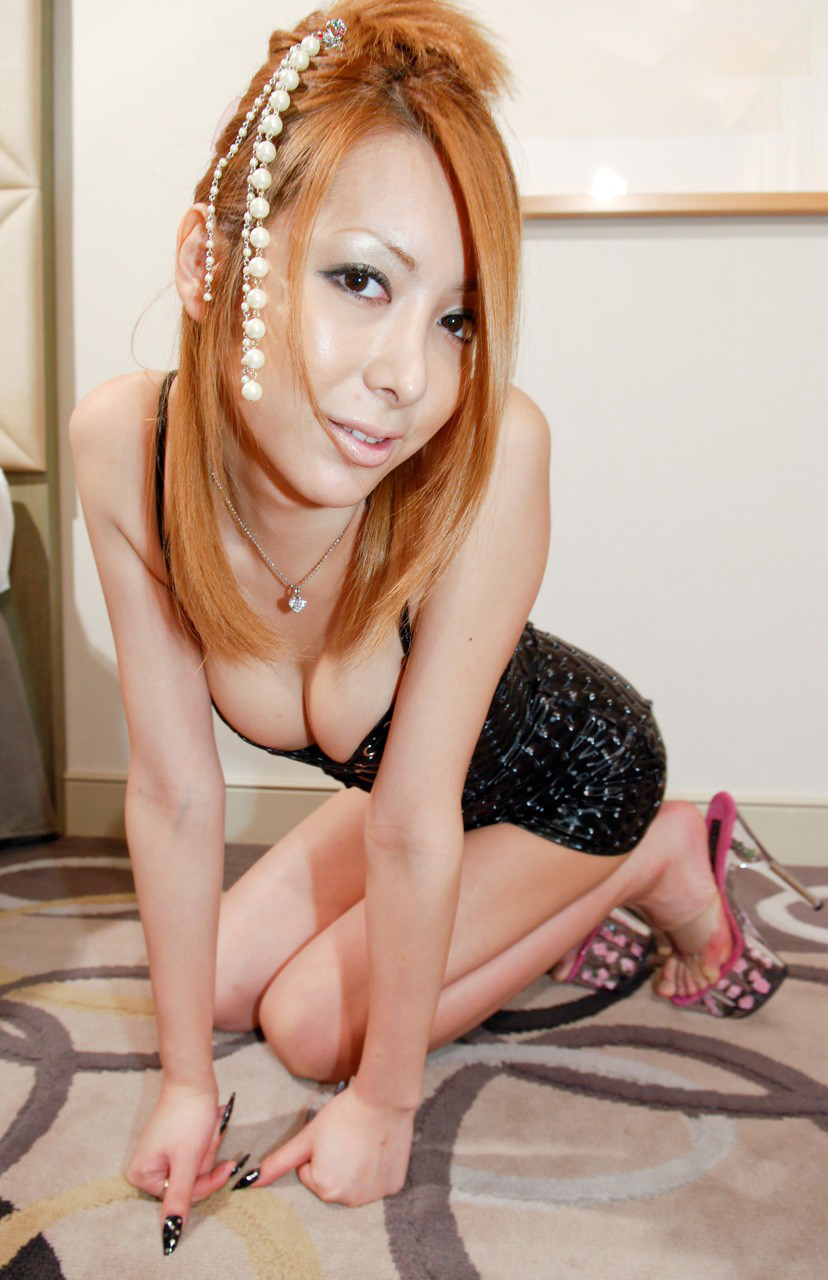

月野 姫（つきの ひめ、1985年3月25日 - ）は、日本のニューハーフで元AV女優である。大阪府出身、O型、あだ名は姫リン子。

## 来歴
- 代表作は、グローリークエスト発売「shemale JAM1」 月野姫
- 2012年9月、ムーディーズより、天音エミルと改名して再デビュー[9]。
- 2013年3月に性別適合手術を受け、戸籍変更。
- 飼い犬はポメラニアンのきなこ。

## 作品

### アダルトビデオ
2006年
- She Male Jam 1（4月13日、グローリークエスト）
- ニューハーフ愛液 月ノ姫（5月25日、レイディックス）
- サディスティック痴女はニューハーフ 月野姫（6月16日、アルファインターナショナル）
- ニューハーフ射精 姫（8月25日、レイディックス）
- 超べっぴんニューハーフの姫ちゃんを脱がせしちゃいました！月野姫（8月25日、エーピーエー）
- She Male Jam 7（9月1日、グローリークエスト）
- ニューハーフvs一般公募男性（9月12日、タイガーマイスターズ）
- 実録 近親相姦 再現ドラマシリーズ 番外編 ニューハーフ弟喰い（9月22日、レイディックス）
- 100%まるごと月野姫（9月26日、アルファインターナショナル）
- お嫁さんはニューハーフ 2（10月20日、アルファインターナショナル）
- Wニューハーフ 月野姫 もえ（12月7日、アキノリ）
- 僕と立花里子とニューハーフ 女同士の嫉妬？密室劇場、世にも奇妙な三角関係。（12月13日）
- 姫ちゃんとお友達ニューハーフ3人で乱交しちゃいました！（12月25日、エーピーエー）

2007年
- She Male Jam 9 月野姫初監督Special（1月13日、グローリークエスト）
- Wニューハーフ 月野姫 もえ（1月16日）
- 仲良しニューハーフ 姫&美樹の2人でエッチなことしまくっちゃいました！（1月25日、エーピーエー）
- ニューハーフと美少年 月野姫の極薄ヌキサシアナル（1月25日）
- ニューハーフ童貞狩り6 ～初めてオマ○コにオチンチン入れちゃいました～（2月23日、アルファインターナショナル）
- トリプルニューハーフ（2月23日）
- ニューハーフエンジェル2 月野姫（4月19日）
- 100%まるごとニューハーフ痴女（4月20日、アルファインターナショナル）
- シーメール逆アナルファックシーン 3（4月20日、アルファインターナショナル）
- ニューハーフ美女BEST14人240分スペシャル（4月27日）
- 月野姫の彼氏募集宣言！！ ～美形シーメール超豪華3P共演～（7月20日、アルファインターナショナル）
- はじめてのニューハーフ 月野姫（8月1日）
- ニューハーフ組曲 Suite 3（8月24日、レイディックス）
- ニューハーフ曼陀羅 変態乱交の宴（9月22日、レイディックス）
- お兄ちゃんはニューハーフ 6（11月9日、東京音光）
- ニューハーフBEST4時間SPECIAL（11月13日）
- ニューハーフ美女BEST14人240分スペシャル（11月15日、タイガーマイスターズ）
- ニューハーフ&芸能人激似 やりすぎAV合宿 & 世界のニューハーフ大集合（12月1日）
- She Male Triple Cross（12月1日）
- 女教師とニューハーフ女子校生（12月26日）

2008年
- 天然もぎたてシーメール達のニューハーフ逆アナルファックシーン（1月27日、アルファインターナショナル）
- 美人ニューハーフのシ○ウト娘ナンパ（2）「私のチンポ見てみませんか？（ついでにSEXも）」（2月15日）
- 超嬢 ニューハーフ 姫（2月22日、レイディックス）
- ニューハーフプレミアBEST 4時間SPECIAL（3月10日、エーピーエー）
- ニューハーフ×月野姫（4月18日、タイガーマイスターズ）
- シーメールプレミアム4時間 5（4月25日）
- ニューハーフが発射する射精シーンがあるセックス（5月25日）
- ニューハーフ4時間（6月19日）
- ニューハーフが発射する射精シーンがあるセックス 2（7月7日）
- ライバルはニューハーフ ～No.1キャバ嬢はどっち！？～（7月25日）
- She Male Jam 1（8月4日）
- 美人ニューハーフのシ○ウト娘ナンパ（3）「私のチンポ見てみませんか？（ついでにSEXも）」（8月10日）
- NEWHALF コスプレ 4時間（9月26日）
- ダマされて童貞喪失をシーメールのアナルでしちゃいました…でも、とっても気持ち良かったです！！（10月9日、人間考察）
- No.1ニューハーフ嬢 月野姫 羞恥イカセ調教（10月15日、スターパラダイス）
- S級単体ニューハーフ お客さんでいっぱいの健康ランドで公開露出入浴！！（10月28日）
- ニューハーフプレミアBEST4時間DX（11月10日、エーピーエー）
- 美人ニューハーフのシ○ウト娘ナンパ（4）「私のチンポ見てみませんか？（ついでにSEXも）」（11月16日）
- シーメールプレミアム4時間 6（11月25日）
- 最初で最後の未来&トリプルシーメール大乱交OPERAスペシャル（11月25日）
- 美女大集合！全裸ボウリング大会（12月26日）

2009年
- 超嬢 ニューハーフ 勃起スペシャル（2月25日、レイディックス）
- 月野姫&日下部莉緒 ニューハーフ傑作集（3月27日）
- 美人ニューハーフ ベストコレクション 4時間 豪華15名（4月24日）
- ペニクリニューハーフプレミアム4時間（4月25日）
- 史上最高に豪華な童貞喪失～最強美女軍団と究極のSEX（4月29日）
- OPERA 2008年総集編 9月～12月（7月7日）
- 綺麗なお姉さんになりすましたワタシ達のチ○ポを見て、勃起してくれませんか？（7月11日）
- シーメール トリプルクロス（8月26日、グローリークエスト）
- サオあり美人ニューハーフ5人が素●娘20人を街角ナンパ!「私のチンポでイカせてあげる」（9月1日）
- ニューハーフ一生 Life is New Half 31人の美しいヒト（11月1日、レイディックス）
- 僕と紅音ほたると星月まゆらと立花里子と長谷川ちひろと浜崎りおとニューハーフ（11月13日）
- ニューハーフ鬼イカセ調教5連発（12月15日）

2010年
- トリプルシーメール大乱交SP240（2月5日）
- 美人ニューハーフのシ○ウト娘ナンパ（7）「私のチンポ見てみませんか？（ついでにSEXも）」（2月11日）
- サオあり美人ニューハーフの銭湯乱入SEX～女湯で挿れて！男湯で挿れられて！（7月11日）
- 美人ニューハーフのシ○ウト娘ナンパ（8）「私のチンポ見てみませんか？（ついでにSEXも）」（7月18日）
- ボクの憧れ美しすぎるニューハーフ4時間18人スペシャル!!（8月25日）
- 本番オーディション やられっぱなし（9月4日）
- シーメールプレミアム4時間 7（9月25日）
- サオあり美人ニューハーフ4人にナンパされた素●娘16人!「女だと思ってたらチンポ入れられちゃった！（汗）」（12月19日）
- 120%まるごとニューハーフ 4時間SP2 17人（12月25日）

2011年
- グローリークエスト マニアック大全集（2月17日）
- SHEMALE a la carteの歴史 2008～2011 国内作品171人登場！！35タイトルBEST8時間2枚組（7月23日）
- 【アウトレット】ニューハーフが発射する射精シーンがあるセックス2（8月12日）
- 純女VS14人の童貞ニューハーフ 二度と見れないニューハーフ童貞喪失シーンDX 2（8月15日）
- ニューハーフアイドル4時間BEST（9月25日）